# Ophiorrhiza petrophila
Ophiorrhiza petrophila är en måreväxtart som beskrevs av Hsien Shui Lo. Ophiorrhiza petrophila ingår i släktet Ophiorrhiza och familjen måreväxter. Inga underarter finns listade i Catalogue of Life.